# Gustavia dodsonii
Gustavia dodsonii là một loài thực vật linhin thuộc họ Lecythidaceae.
Loài này chỉ có ở Ecuador.
Môi trường sống tự nhiên của chúng là rừngs ẩm vùng đất thấp nhiệt đới hoặc cận nhiệt đới và vùng núi ẩm nhiệt đới hoặc cận nhiệt đới.